# San Gervasio Bresciano
San Gervasio Bresciano (San Gervàs in dialetto bresciano) è un comune italiano di 2 665 abitanti della provincia di Brescia in Lombardia.

## Origini del nome
Il Mazza (1986) riporta due ipotesi sulle origini del toponimo. Nella prima, esso deriva dal santo milanese Gervasio, martirizzato con il fratello Protasio. La seconda sostiene che il toponimo fu assegnato in epoca medievale dall'abbazia vallombrosana di San Giacomo al Mella che disponeva di alcune proprietà in zona.

## Storia
Secondo Mazza, i ritrovamenti in loco di epoca romana fanno ritenere probabile la presenza di un insediamento di tale epoca. Sulla base della ricostruzione del Tozzi (1972), a nord del centro abitato attuale passava il 41º decumano, mentre il 26º cardine passava nei pressi.
La zona iniziò ad essere abitata dal VII secolo, con la formazione di una corte nelle attuali località di Casacce e Baite.
La maggior parte del territorio fu proprietà del capitolo della cattedrale di Brescia, fino al 1797, quando tali beni furono incamerati e venduti dalla Repubblica Cisalpina.
Il comune si organizzò nel XV secolo. Nel 1427 giurò fedeltà alla Repubblica di Venezia.
Il 1º marzo 1447 il paese subì il saccheggio da parte degli eserciti viscontei; fu occupato brevemente dai milanesi nel giugno 1452, per poi essere liberato dall'esercizio veneziano l'anno seguente.
Nel XVI secolo, risulta presente a Roma una colonia di alcuni mercanti provenienti da San Gervasio, tra i quali Bartolomeo Zanca, Defendente Beltrame e Paolo Loda.
Al Quattrocento risalgono le origini della famiglia Sangervasio, il cui ultimo discendente, Gerolamo, resse il comune di Brescia durante le Dieci giornate.

### Simboli
Stemma
Lo stemma comunale è stato concesso con regio decreto del 20 novembre 1927.
Gonfalone
(Art. 2 c. 2 dello Statuto comunale)

## Monumenti e luoghi d'interesse
- Chiesa parrocchiale dei Santi Gervasio e Protasio Martiri, la cui edificazione risale al XVII secolo; fu poi ampliata alla fine dell'Ottocento ad opera di Giuseppe Pellini. Sul lato meridionale della struttura, di fronte a un sagrato rettangolare, si trova la facciata a capanna dal doppio registro, mentre lungo il lato opposto si trova il campanile, alto venti metri e dotato di cinque campane. La struttura interna si presenta con una navata unica affiancata da sei cappelle laterali, tre per lato e ciascuna dotata di un altare affiancato almeno da una pala d'altare o da una soasa, e sovrastata da una volta a botte interamente affrescata, culminante nel presbiterio. In quest'ultimo è presente l'altare maggiore (1940), decorato da Sant'Ambrogio che ritrova i corpi dei Santi Gervasio e Protasio (1816), pala d'altare maggiore ad opera di Luigi Basiletti, e affiancato da due cantorie, in particolare da quella sinistra che ospita l'organo, prodotto dalla ditta Serassi nel 1855. Sul retro dell'abside è presente un cimitero coperto risalente alla fine del XVII secolo. Gli affreschi sono principalmente riconducibili a due periodi: quelli del 1896-1897 sono opera di Luigi Gainotti, mentre quelli 1940 sono di Giuseppe e Vittorio Trainini. La struttura è inoltre dotata di un battistero e di una sagrestia, nella quale è presente una Natività di Bernardino Campi datata al 1545. Sono presenti due croci astili: una del XV secolo e un'altra del XVII secolo[10].
- Bosco del Lusignolo, bosco di pianura finanziato in parte da fondi dell'Unione europea come parte del programma Dieci grandi foreste di pianura e di fondovalle, per una superficie di 41,52 ettari.

## Società

### Evoluzione demografica
Abitanti censiti

### Etnie e minoranze straniere
Secondo i dati ISTAT al 31 dicembre 2015 la popolazione straniera residente era di 377 persone. Le nazionalità maggiormente rappresentate in base alla loro percentuale sul totale della popolazione residente erano:
1. India 111 (4,39%)
2. Senegal 71 (2,81%)
3. Romania 56 (2,21%)
4. Marocco 53 (2,09%)

### Lingue e dialetti
Nel territorio di San Gervasio Bresciano, accanto all'italiano, è parlata la lingua lombarda prevalentemente nella sua variante di dialetto bresciano.

## Amministrazione
| Periodo        | Periodo        | Primo cittadino        | Partito                         | Carica  | Note |
| -------------- | -------------- | ---------------------- | ------------------------------- | ------- | ---- |
| 24 maggio 1985 | 17 maggio 1990 | Mario Micheli          | DC                              | Sindaco |      |
| 17 maggio 1990 | 14 giugno 1999 | Giampaolo Mantelli     | DC                              | Sindaco |      |
| 14 giugno 1999 | 14 giugno 2004 | Cesare Bozzoni         | lista civica di centro-sinistra | Sindaco |      |
| 14 giugno 2004 | 8 giugno 2009  | Giampaolo Mantelli     | lista civica di centro-sinistra | Sindaco |      |
| 8 giugno 2009  | 26 maggio 2014 | Cesare Bozzoni         | lista civica di centro-sinistra | Sindaco |      |
| 26 maggio 2014 | 27 maggio 2019 | Giacomo Morandi        | lista civica di centro-sinistra | Sindaco |      |
| 27 maggio 2019 | In carica      | Rosario James Scaburri | lista civica di centro-destra   | Sindaco |      |